# Uricani
Uricani (rumænsk udtale: [uriˈkanʲ]; ungarsk: Hobicaurikány) er en by i Jiu-dalen i distriktet  Hunedoara, i det sydlige Transsylvanien, Rumænien. Byen har 6.669 (2021) indbyggere.

## Historie
Uricani nævnes første gang i et  dokument fra 1888, hvor lokaliteten blev omtalt som Hobicza-Urikány (på rumænsk blev både Hobiceni-Uricani og Uricani-Hobiceni anvendt). Navnet Uricani stammer fra foreningen af to landsbyer, Hobița (Hobica, i dokumenter fra 1473 først opført som Ohabycza') og Uric (Urik, fra 1473 først opført som Wryk) fra Hațeg Land.  Efter 1920 blev lokalitetens navn ændret til Uricani. I tidens løb fungerede landsbyen Câmpu lui Neag enten som en selvstændig kommune eller som en landsby, der hørte til Uricani. I 1965 blev Uricani erklæret for en by. Den administrerer to landsbyer, Câmpu lui Neag (Kimpulunyág) og Valea de Brazi.
Som de andre byer i Jiu-dalen er Uricani's vigtigste økonomiske aktiviteter koncentreret om regionens kulminer, selv om byen ligesom regionen befinder sig i en overgangsperiode, da minerne gradvist er blevet lukket og mange af arbejderne afskediget.

## Beliggenhed
Byen dækker 25.141 hektar og er det største geografiske område af alle byerne i Jiu-dalen. Byens grænser grænser mod øst til Cowdalen, mod vest til Retezat Nationalpark, mod nord til toppene i Retezat-bjergene (Custura, Lazarul - 2.282 moh. og Tulisa-1.782 moh.), og mod syd af toppe i Vâlcan-bjergene (Coarnele-1.789 moh. og Siglaul Mare-1.682 moh.). De omkringliggende bjerge er en del af  Karpaterne i et område, der almindeligvis omtales som Transsylvanske Alper.